# Olle Ängkvist

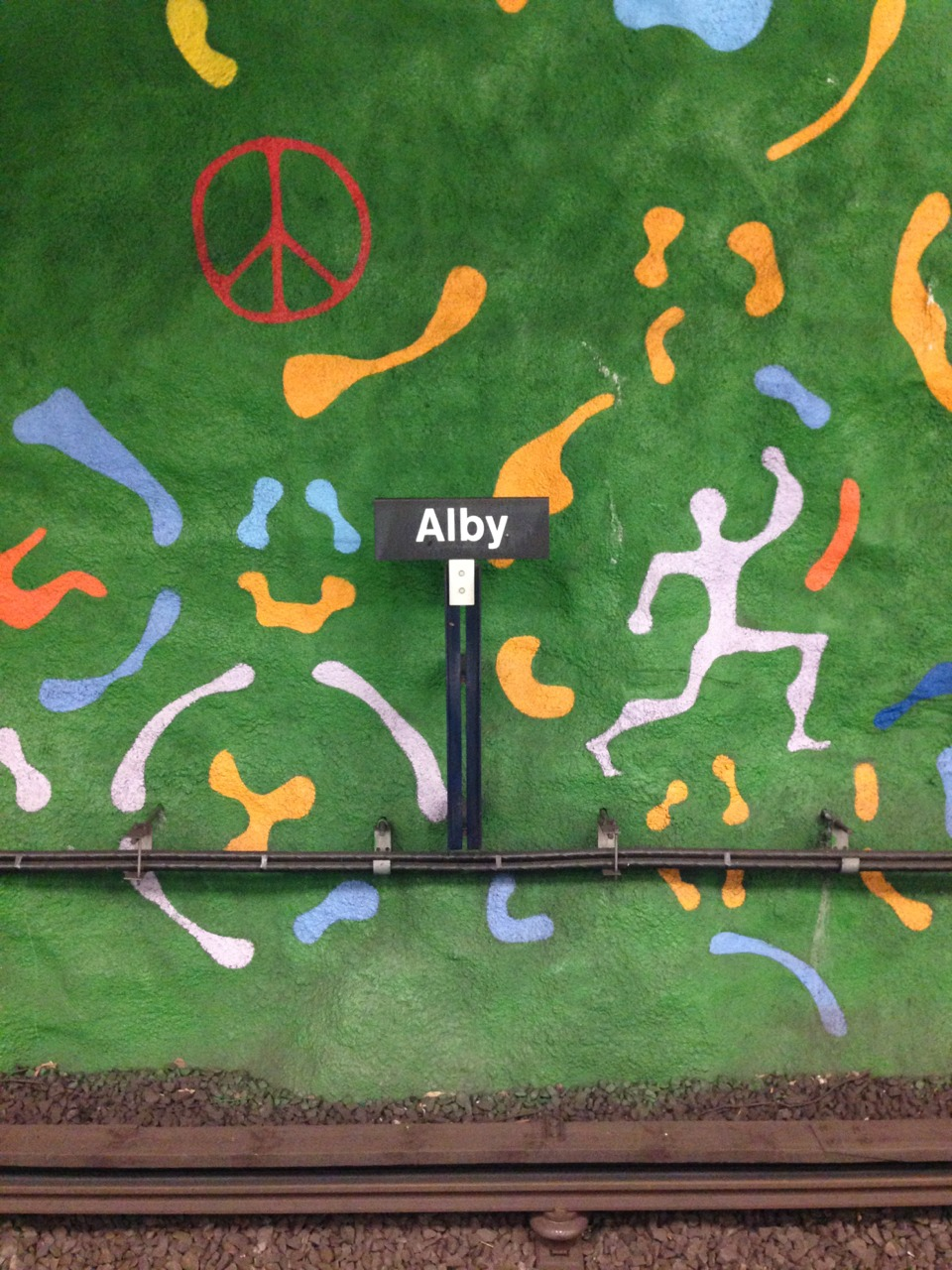
Alby tunnelbanestation

Olof "Olle" Gunnar Ängkvist, född 16 mars 1922 i Maria Magdalena församling i Stockholm, död 9 mars 2006 i Eftra församling, Hallands län, var en svensk målare, grafiker, tecknare och skulptör.

## Biografi
Olle Ängkvist var son till ingenjören Per Ängkvist och Helga Andersson och gift med sekreteraren Ulla Forsberg. Efter studentexamen 1942 utbildade han sig våren 1943 vid Otte Skölds målarskola, 1943–1949 vid Kungliga konsthögskolan i Stockholm och sommaren 1949 vid Boston Museum School Summer Session med Oskar Kokoschka som huvudlärare. Hösten 1949 vistades han i Florens och gjorde därefter studieresor till bland annat Spanien och Frankrike. Han tilldelades stipendium ur Kungafonden 1957 och från Kimmansons fond vid Konstakademien 1960. Ängkvist fick en silvermedalj vid den årliga tävlingen om staden Ostendes europeiska konstnärspris 1962 och statens större arbetsstipendium 1966–1967.
Han var bosatt med sin familj i Rom 1957–1958 och åren 1961–1963 arbetade han med keramisk utsmyckning vid Botaniska institutionen vid Stockholms universitet. Separat ställde han bland annat ut på Gummesons konsthall 1954 och på Svensk-franska konstgalleriet 1964 samt i Halmstad, Norrköping och Rättvik. Tillsammans med Bertil Wahlberg ställde han ut i Karlskrona 1944 och tillsammans med Georg Suttner ställde han ut i Uppsala 1956 samt tillsammans med Walter Bengtsson på Konstnärshuset i Stockholm 1960 och tillsammans med Börje Lindberg på Galerie Gammel Strand i Köpenhamn 1963. Tillsammans med Ivan Rodell och Jan Stenvinkel ställde han ut dekorationsskisser till Tolvskillingsoperan på Galerie Observatorium i Stockholm 1965. han medverkade i Svenska konstnärernas förenings utställningar på Konstakademien, Svenska institutets grafikutställningar i Rom, Turin, Paris Milano och London 1961–1962, konstnärsgruppen Aktiv färgs utställningar på Galerie Blanche i Stockholm samt samlingsutställningar i Lund, Karlstad, Nyköping, Njurunda, Wien och Jugoslavien. Han var representerad i utställningen Kubism, abstrakt måleri, primitiv skulptur som visades på Norrköpings konstmuseum 1949.
Olle Ängkvists största offentliga verk var gestaltningen av Alby tunnelbanestation, som genomfördes 1972–1974. Han utförde även dekorationen Tupp för morgonsömniga i järn, koppar och aluminium för Fröslunda skola i Stockholm 1954, väggreliefen Växande för Botanikum i Frescati 1964 och han fick 1957 andrapriset i tävlingen om utsmyckning för Ängbybadet i Stockholm. Han utgav 1958 grafikportföljen Folk.
Han bodde senare i Guinea-Bissau 1979–1981 och där blandades han och hans hustru in i en militärrevolt, när de gömde en minister som skottskadats.
Under 1970- och 1980-talen målade Olle Ängkvist framförallt optiskt suggestiva bilder, men arbetade med tiden med ett mer lekfullt tecknande. Han prövade olika uttrycksformer från föreställande till helt informella, där text och bild förenades och duken fick reliefeffekt av bland annat påklistrade dukbitar. På Hallands Konstmuseum finns en omfattande samling av Olle Ängkvists verk. Olle Ängkvist är också representerad vid bland annat Göteborgs konstmuseum, Moderna museet, Arkiv för dekorativ konst och Lunds universitets konstmuseum.
| ”                                   | Äntligen förstår jag inte. Men det tog lång tid. | „ |
| – Olle Ängkvist i "Två år i Bissau" |                                                  |   |

## Scenografi
| År   | Produktion                                | Upphovsmän                                           | Regi        | Teater                 |
| ---- | ----------------------------------------- | ---------------------------------------------------- | ----------- | ---------------------- |
| 1964 | Tolvskillingsoperan Die Dreigroschen Oper | Bertolt Brecht och Kurt Weill Översättning Curt Berg | Hans Dahlin | Stockholms stadsteater |
| 1979 | Kollontaj                                 | Agneta Pleijel                                       | Alf Sjöberg | Dramaten               |